# Jeremy Hunt (político)
Jeremy Richard Streynsham Hunt (Godalming en Surrey, 1 de noviembre de 1966) es un político británico. Se desempeñó como canciller de la Hacienda del Reino Unido de 2022 a 2024 y es también miembro del Parlamento por la circunscripción de South West Surrey desde 2005.
Formó parte del gabinete en la sombra desde 2007 hasta 2010 (miembro del gabinete en la sombra encargado de cultura, medios de comunicación y deporte). Desde la asunción de David Cameron como primer ministro, en 2010, fue designado para el puesto de secretario de Estado para la Cultura. En 2012 fue nombrado secretario de Estado para la Salud del Reino Unido. En 2018 fue nombrado secretario de Estado para Relaciones Exteriores y de la Mancomunidad tras la salida de Boris Johnson.
En junio de 2019 se quedó como uno de los dos candidatos, con Boris Johnson, para liderar el Partido Conservador.
Su padre fue el almirante y jefe de flota Nicholas Hunt. Se crio en Shere, Surrey. Su esposa, Lucia Guo, es de Xi'an en China.